# Артцентр
Артцентр (за правописом 1993 року і в більшості джерел — арт-центр) — функціональний громадський центр з особливими повноваженнями для заохочення практики мистецтва. Артцентром може бути театральний простір, приміщення для галереї, студія, майданчик для музичного виконання, майстерня, освітній заклад, громадська організація з мистецьким спрямуванням, приміщення з технічним обладнанням для мистецьких подій.

## Історія виникнення та особливості організації артцентрів
У Сполучених Штатах Америки артцентри, як правило, є установами, діяльність яких спрямована на виявлення та створення доступності мистецтва для творчих людей. Іншим різновидом артцентрів є будівлі, які орендують художники, галереї або організації, пов'язані з мистецькою діяльністю.
У Великій Британії центри мистецтва виникли після Другої світової війни. Артцентри поступово еволюціонували: від місць для середнього класу до 1960-х і модних альтернативних центрів 1970-х років до осередків обслуговування всієї громади за допомогою програми забезпечення доступу користувачів крісел колісних та людей з інвалідністю у 1980-х роках.
У Європі більшість артцентрів перебувають на частковому урядовому фінансуванні, оскільки вважається, що вони позитивно впливають на суспільство та економіку відповідно до філософії моделі Рейнланд. Багато з цих організацій беруть початок у 1970-х, 1980-х та 1990-х роках у сквотах, які пізніше легалізували.

## Артцентри в Україні
Перший артцентр в Україні був відкритий 16 вересня 2006 року в Києві Фондом Віктора Пінчука та названий PinchukArtCentre. Цей артцентр став наймасштабнішим осередком сучасного мистецтва у Східній Європі. Основним завданням діяльності PinchukArtCentre є модернізація української художньої сфери. PinchukArtCentre реалізує міжнародну програму виставок, семінарів, майстер-класів, здійснює підтримку культурних проектів та володіє колекцією робіт сучасного мистецтва, яка налічує понад 400 експонатів.
В останні роки приватні артцентри стали відкриватися і поза Києвом, у якому їх налічується 13. Серед артцентрів з найдинамічнішим розвитком можна зазначити львівську «Дзиґа» (1993), чернігівський «Пласт-Арт» (1998), дніпровську «Квартира», харківську філію «Я-галереї» і «Єрмілов-артцентр» в Харкові. Донецький артцентр «Ізоляція» веде свою діяльність в Києві. Останнім часом нові артцентри активно відкриваються в різних куточках України: Білиць Арт Центр у Києві (2012), артцентр ім. Віри Холодної в Одесі (2013), ГО «Арт-центр „Простір“» в Запоріжжі (2014), «Зело» в Полтаві (2014), ГО «Арт-центр „Antre“» у Львові (2015), MusicLife в Чернівцях (2016), MASLO у Хмельницькому (2017), «Галерея Ілько» в Ужгороді, Львівський муніципальний мистецький центр (2020) та багато інших.